# Eau Rouge
L'Eau Rouge és un rierol de Bèlgica, afluent de l'Amel al territori de les ciutats Stavelot i Malmedy. Neix a Hockay i desemboca a l'Amel (en francès Amblève) a Stavelot.

El nom Eau Rouge (trad.: Aigua Vermella) prové del color rovell degut al contingut d'òxid de ferro. Va donar el seu nom a un dels revolts més coneguts del circuit de Spa-Francorchamps. 

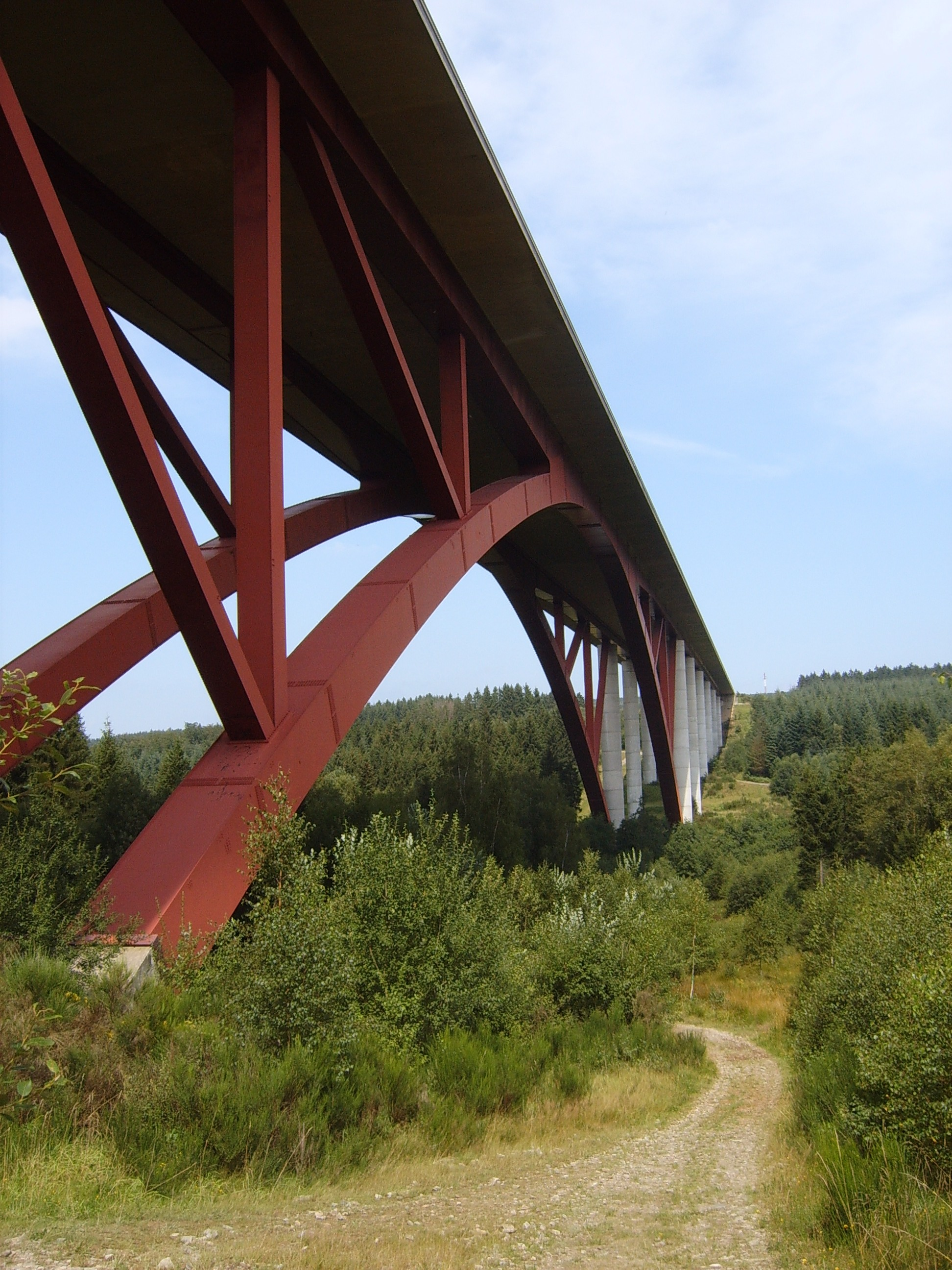
El viaducte de l'Eau Rouge entre Verviers i Malmedy

 A Bernister, l'autopista E42 travessa la vall de l'Eau Rouge. El viaducte mesura 650 metres i té una alçada de 45 metres.

## L'Eau Rouge, frontera d'estats
El riu va ser la frontera entre el bisbat de Maastricht i el bisbat de Colònia. Així el principat de Stavelot-Malmedy del qual el príncep abat va ser el sobirà, va trobar-se a cavall de dues diòcesis.
De 1815 (Tractat de París) a 1920 (Tractat de Versalles) va ser frontera d'estats entre el Regne Unit dels Països Baixos (des de 1830 Bèlgica) i Prússia.